# Stenorhynchosaurus
Stenorhynchosaurus es un género extinto de plesiosaurio pliosáurido que vivió en América del Sur durante el Cretácico Inferior. La especie tipo y única conocida es Stenorhynchosaurus munozi.

## Descubrimiento
Los fósiles de la parte anterior de un hocico de plesiosaurio fueron descubiertos en 2000 en la propiedad de Jorge Muñoz, en Loma La Cabrera, cerca de Villa de Leyva en Boyacá, Colombia, en terrenos de origen marino que datan de la época del Barremiense del Cretácico. Muñoz reportó el hallazgo a las autoridades locales, que a su vez dieron aviso al personal del Museo Geológico José Royo y Gómez del Servicio Geológico Colombiano en Bogotá. La excavación del esqueleto casi completo se produjo entre 2004 a 2005, con colaboración de la Fundación Colombiana de Geobiología, siendo luego trasladados los restos a Bogotá, asignándosele el número de catálogo VL17052004-1, para su preparación y estudio. Los restos fueron hallados articulados en su mayor parte en el Segmento C del miembro Arcillolitas Abigarradas de la Formación Paja, en una arcillolita caolínitica que corresponde a un ambiente marino intermareal, junto a varios ejemplares de amonites o impresiones de estos en la matriz rocosa, incluyendo uno dentro del cráneo. Estos amonites incluyen a las especies Gerhardtia galeatoides, G. provincialis y al género Heinzia, propios del Barremiense. El paleontólogo alemán Oliver Hampe realizó una descripción inicial del espécimen en 2005, clasificándolo como Brachauchenius sp., es decir, como una especie indeterminada de ese género, antes solo registrado en el Cretácico Superior de Estados Unidos, y constituiría la primera reaparición de pliosaurios no romaleosáuridos después de un hiato entre el Berriasiense y el Hauteriviense. En 2016 María Páramo, Marcela Gómez-Pérez, Leslie Noé y Fernando Etayo realizaron una descripción más completa y designaron a VL17052004-1 como holotipo de un nuevo género y especie, Stenorhynchosaurus munozi. El nombre del género deriva de las palabras griegas stenos, "estrecho"; rhyncho, "hocico" y saurus, "lagarto", mientras que el nombre de la especie, munozi es en reconocimiento de Jorge Muñoz por descubrir y reportar el fósil.

## Descripción
El espécimen holotipo de Stenorhynchosaurus está relativamente completo, careciendo de la parte anterior del hocico, parte de la aleta anterior izquierda, la aleta posterior derecha entera y la cola. El esqueleto fue hallado articulado y yaciendo boca abajo, con las extremidades extendidas. El cráneo está aplastado y algunas de las costillas quedaron desplazadas, pero no hay evidencia de que haya sido consumido por depredadores o carroñeros tras la muerte del animal. La longitud preservada del espécimen es de 3,9 metros.
El cráneo mide 113 centímetros de longitud preservada, faltándole parte de la bóveda craneana posterior. Su rostro es alargado y ancho, dándole una forma triangular visto desde arriba (la anchura máxima en la base de los huesos cuadrados es 58 cm).
Ambas mitades de la mandíbula están relativamente completas, si bien les falta la punta y se encuentran levemente desplazadas de sus posiciones originales. La mandíbula era muy delgada en la parte anterior y más alta en la zona posterior. Las mitades de la mandíbula no están fusionadas en una sínfisis como en otros pliosaurios, sino que tienen una separación de 10 milímetros dorsalmente. Poseía 3 alvéolos para los dientes en el premaxilar, y 29 en el maxilar; estos dientes miden de 20 a 45 mm de longitud, pero en general son de tamaño y forma similares, por lo que puede decirse que era homodonto.